# Monura
Monura je vyhynulý řád bezkřídlého hmyzu ze skupiny Apterygota, který se vyskytoval ve svrchním karbonu a permu. Jeho zástupci se podobali svým moderním příbuzným, chvostnatkám (Archaeognatha), a měli jediný dlouhý paštět (terminální filament) vyčnívající z konce zadečku. Měli také pár štětů (cerci) a nějaké nepohyblivé zadečkové přívěsky. Největší exempláře dosáhly 30 mm (1,2 palců) nebo více, nepočítáme-li délku paštětu.